# Wald-Vergissmeinnicht
Das Wald-Vergissmeinnicht (Myosotis sylvatica) ist eine Pflanzenart aus der Gattung Vergissmeinnicht (Myosotis) innerhalb der Familie der Raublattgewächse (Boraginaceae). Sie ist in Eurasien weitverbreitet.

## Beschreibung

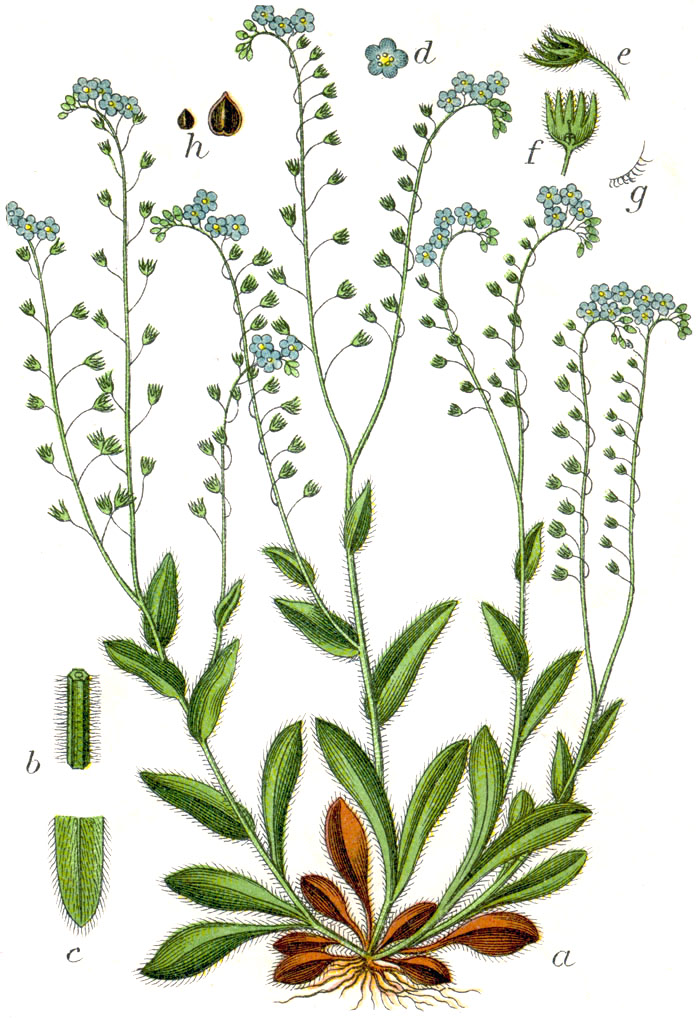
Illustration aus Sturm

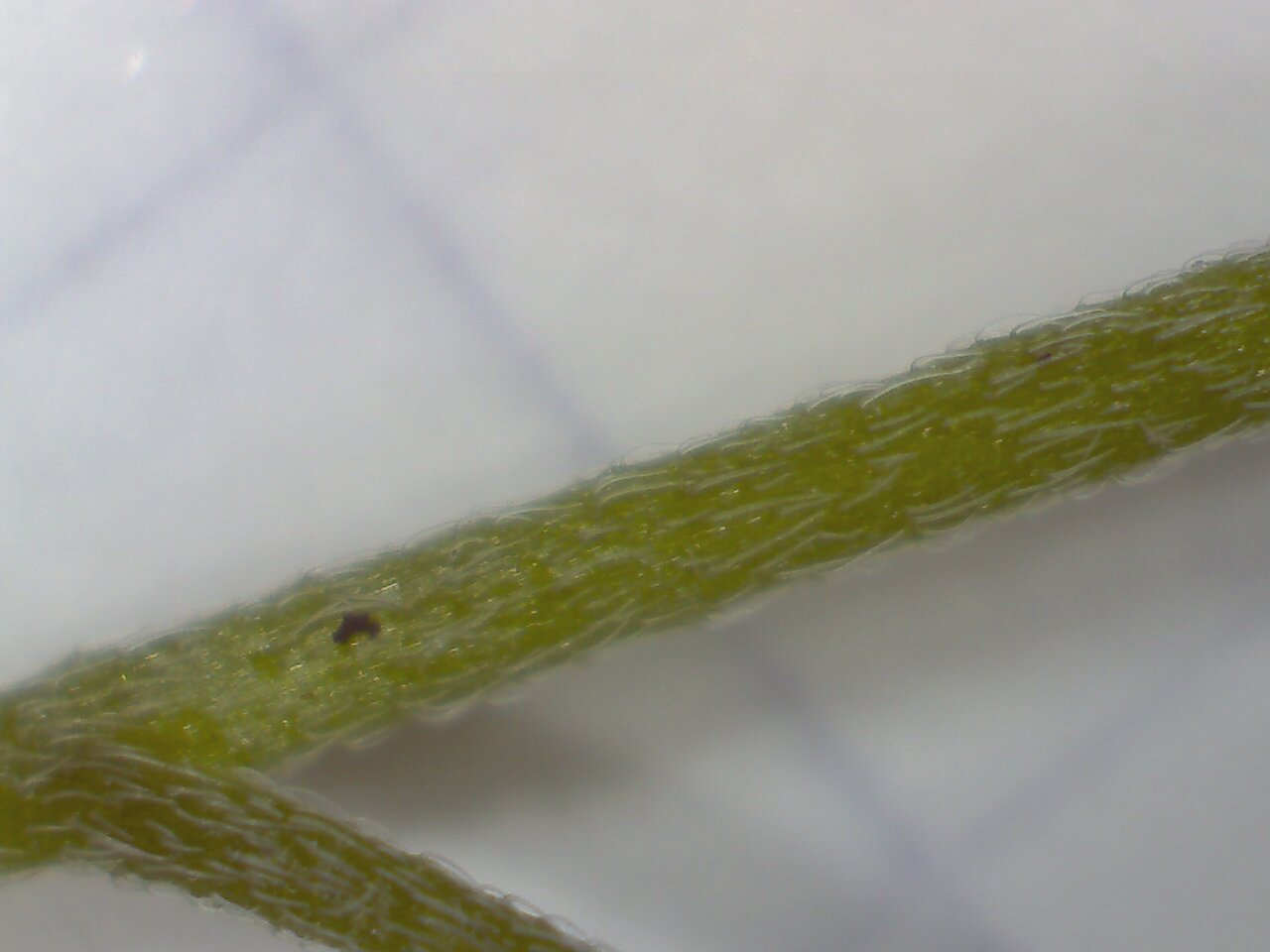
Die Behaarung (Indument) des Stängels

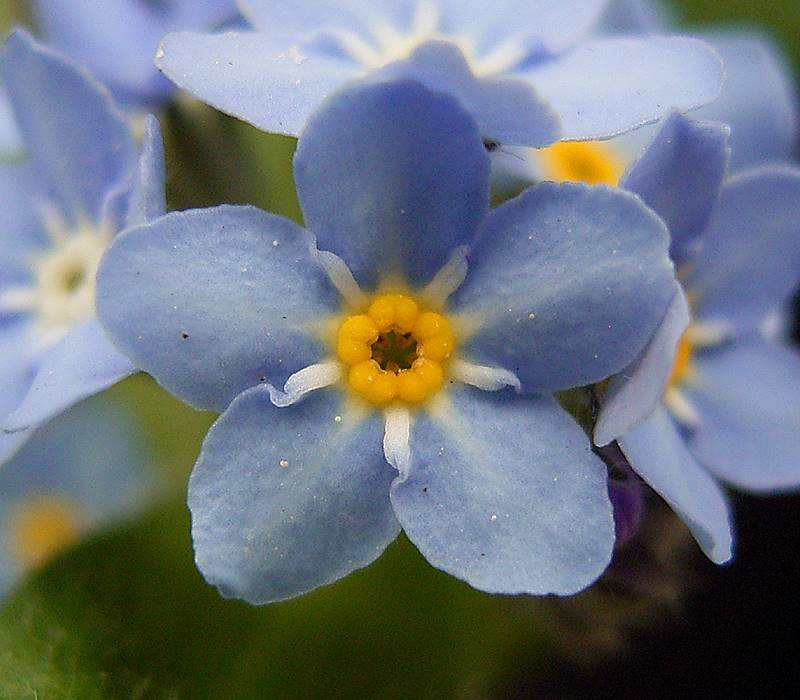
Blüte im Detail

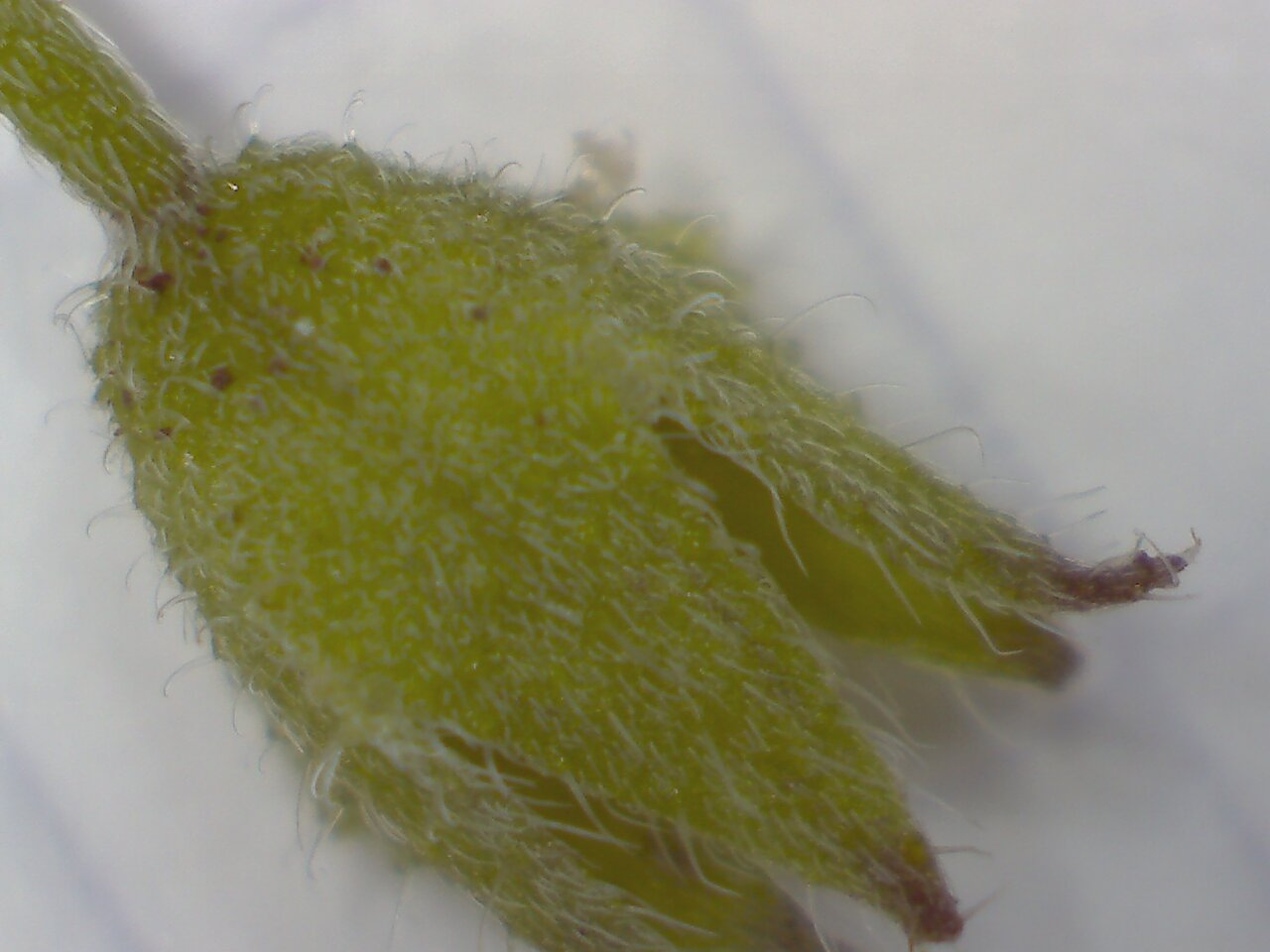
Behaarter Blütenkelch

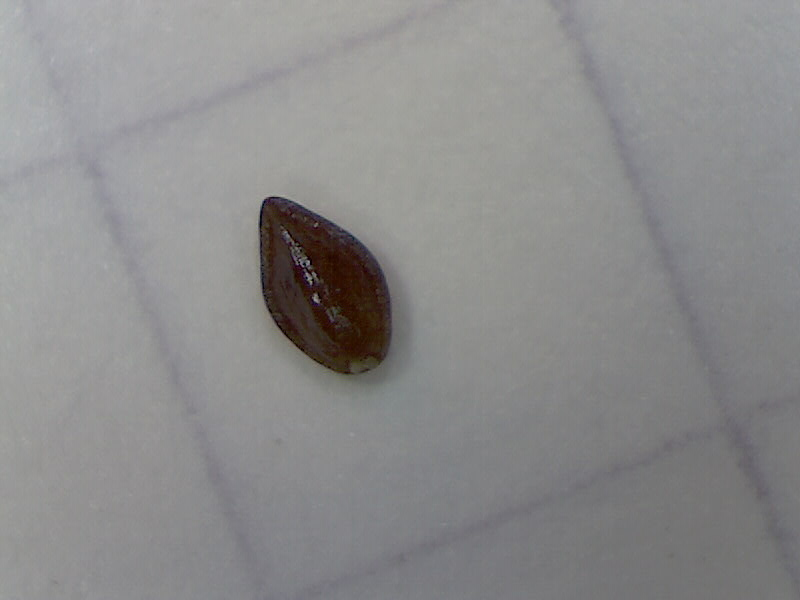
Teilfrucht

### Vegetative Merkmale
Das Wald-Vergissmeinnicht ist eine zweijährige bis ausdauernde krautige Pflanze erreicht Wuchshöhen von 15 bis 45 Zentimetern. Sie ist meist reichästig, mit einem ausgebreiteten oder aufrechten Stängel. Die Laubblätter sind wechselständig angeordnet, wobei die Rosettenblätter gestielt und die breit-lanzettlichen Stängelblätter sitzend sind. Die Laubblätter sind kurz behaart.

### Generative Merkmale
Die zwittrigen Blüten sind radiärsymmetrisch mit doppelter Blütenhülle. Der Kelch mit linealischen Zipfeln ist locker und abstehend behaart; die längsten Hakenhaare sind dabei 0,2 Millimeter lang. Die Blüten stehen jeweils zu mehreren in einer aufrechten Scheinrispe. Die Krone ist anfangs rötlich violett, später himmelblau. Die Kronröhre ist durch gelbe Schlundschuppen verengt.
Die Blütezeit reicht von Mai bis Juli.
Die Klausenfrucht (Spaltfrüchte) zerfallen in vier Klausen, die unter 1,7 Millimeter lang sind.
Die Chromosomenzahl beträgt 2n = 18.

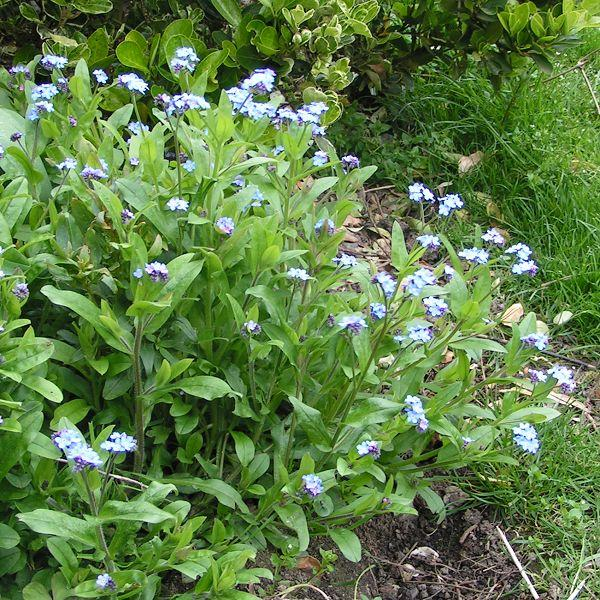
Habitus mit Blütenständen

## Ökologie
Das Wald-Vergissmeinnicht ist eine ausdauernde Halbrosettenpflanze und eine Waldpflanze. Die Kanten ihrer Blätter wirken sich bei Erschlaffung stabilisierend auf die Pflanze aus. Die vegetative Vermehrung erfolgt durch kurze, oberirdische Ausläufer.
Blütenökologisch handelt es sich um homogame „Stieltellerblumen“ mit eingeschlossenen Narben und Staubbeuteln. Der Blüteneingang ist durch fünf gelbe Schlundschuppen verengt, die als Sperre für kleinere, bestäubungsunfähige Besucher dienen; die Schlundschuppen wirken zugleich als Saftmalring und vor allem auch als Staubbeutelattrappen. Der Nektar ist für Bienen, Falter und langrüsselige Fliegen, z. B. auch für Tanzfliegen erreichbar. Narbe und Staubbeutel stehen in gleicher Höhe, daher ist schon vor dem Aufblühen eine Selbstbestäubung möglich. Die Pollenkörner gehören mit nur 0,005 Millimeter Durchmesser zu den kleinsten der heimischen Flora.
Die Klausen unterliegen der Schwimmausbreitung und sie werden als Windstreuer ausgebreitet. Fruchtreife ist von Juni bis August.

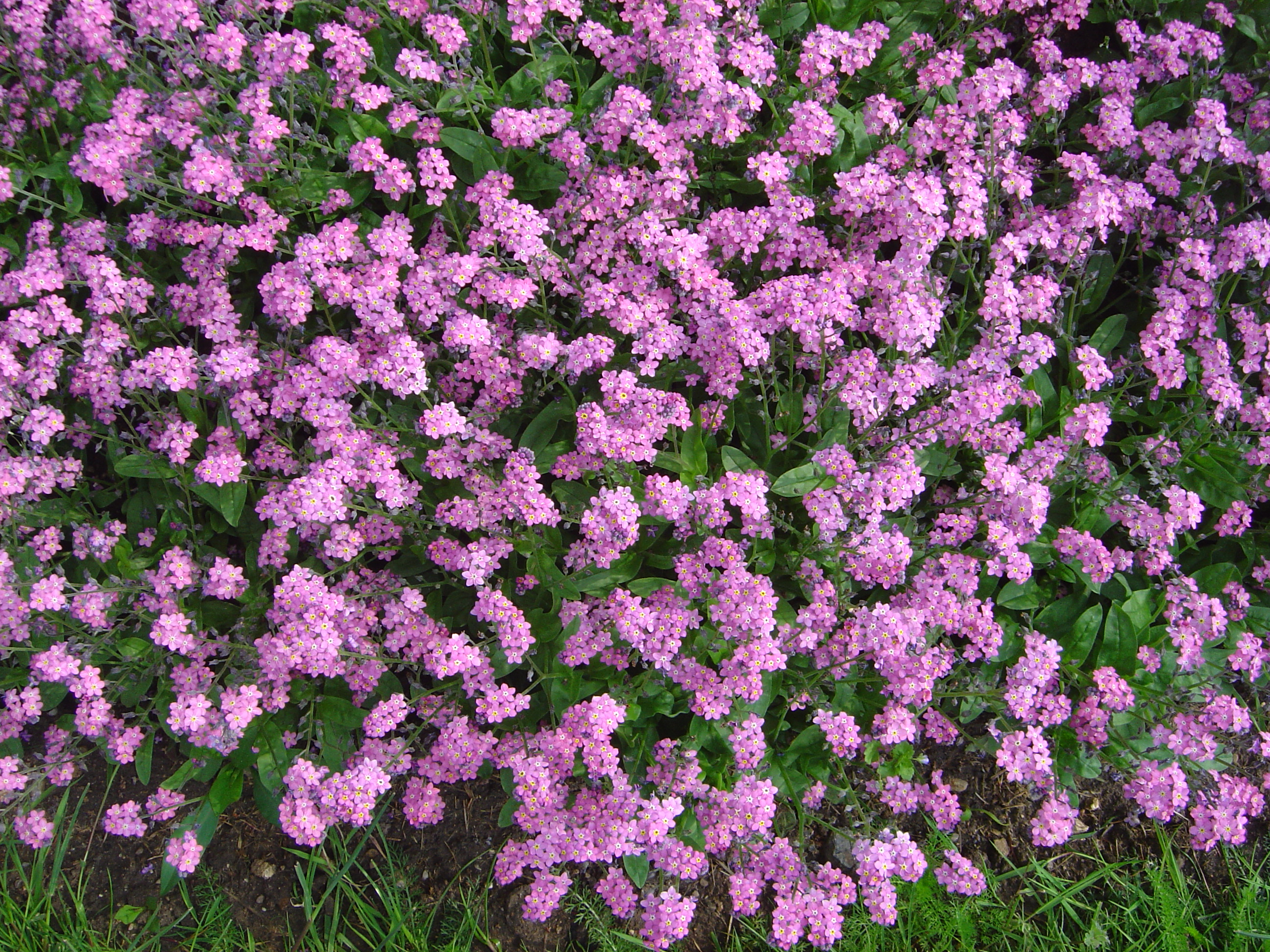
Die Sorte ‘Rosylva’

## Vorkommen
Das Wald-Vergissmeinnicht kommt ursprünglich in Europa, im Kaukasusraum, in Westasien, Indien, Pakistan, Bhutan und Nepal vor. In Südafrika, auf Madeira, in Australien, Neuseeland, in Nordamerika, Argentinien und Chile ist es ein Neophyt.
In Deutschland ist diese Pflanzenart vor allem im südlichen Teil häufig und steigt bis auf 1860 Meter hoch. In Österreich ist das Wald-Vergissmeinnicht häufig in allen Bundesländern, von der submontanen bis montanen Höhenstufe.
Das Wald-Vergissmeinnicht bevorzugt als Standort frische Fettwiesen, Säume, Waldschläge, Hochstaudenfluren und auch Viehlagerplätze. Das Wald-Vergissmeinnicht gedeiht am besten auf frischen bis feuchten, nährstoff- und basenreichen, lockeren, humosen Böden. Es ist eine Charakterart der Schlagfluren (Atropetalia belladonnae).
Die ökologischen Zeigerwerte nach Landolt et al. 2010 sind in der Schweiz: Feuchtezahl F = 3+w+ (feucht aber stark wechselnd), Lichtzahl L = 3 (halbschattig), Reaktionszahl R = 3 (schwach sauer bis neutral), Temperaturzahl T = 3 (montan), Nährstoffzahl N = 3 (mäßig nährstoffarm bis mäßig nährstoffreich), Kontinentalitätszahl K = 3 (subozeanisch bis subkontinental).
Zierformen des Wald-Vergissmeinnicht werden in Gärten verwendet und sind stellenweise verwildert.

## Systematik
Die Erstveröffentlichung von Myosotis sylvatica erfolgte 1791 durch Jakob Friedrich Ehrhart in Georg Franz Hoffmann.  Synonyme für Myosotis sylvatica Hoffm. sind: Myosotis popovii Dobrocz., Myosotis pyrenaica Pourr., Myosotis alpestris subsp. pyrenaica (Pourr.) Litard., Myosotis myriantha Domin.
Von Myosotis sylvatica gibt es etwa vier Unterarten:
- Myosotis sylvatica Hoffm. subsp. sylvatica (Syn.: Myosotis sylvatica subsp. gayeri Soó)
- Myosotis sylvatica subsp. cyanea (Hayek) Vestergr.: Sie kommt in Italien, Bulgarien, auf der Balkanhalbinsel und in der Türkei vor.[5]
- Myosotis sylvatica subsp. elongata (Strobl) Grau: Sie kommt in Italien einschließlich Sizilien vor.[5]
- Myosotis sylvatica subsp. rivularis Vestergr.: Sie kommt in Armenien und in der Türkei vor.[5]
- Myosotis sylvatica subsp. subarvensis Grau: Sie kommt in Italien einschließlich Sizilien und Kroatien vor.[5]